# Kunstraum München
Der Kunstraum München ist ein Kunstverein und Ausstellungsraum für zeitgenössische Kunst im Glockenbachviertel in München.
Er wurde 1973 als gemeinnütziger Kunstverein zur Ausstellung und Dokumentation zeitgenössischer Kunst gegründet. Er ging aus dem 1926 gegründeten Verein „Freunde der bildenden Kunst“ hervor. Heute hat der Kunstraum etwa 300 Mitglieder. Die inhaltliche Konzeption und organisatorische Umsetzung des Programms trägt der ehrenamtlich tätige Vorstand.
Der Verein versteht sich als Plattform für junge zeitgenössische Kunst. Der Schwerpunkt liegt auf der Ausstellung von Werken internationaler wie regionaler Künstler und der Veröffentlichung von begleitenden Katalogen und Editionen.
Die Ausstellungen werden abwechselnd von den verschiedenen Vorstandsmitgliedern betreut, im Jahr finden rund fünf Ausstellungen statt.

## Ausstellungen (Auswahl)
- 2013: Annika Kahrs
- 2016: Fari Shams: European Civilization, Peter the Great and the order of things, 21. Januar 2016 bis 6. März 2016
- 2016: Monika Kapfer und Cora Piantoni: Abriss. Wir haben viel erlebt, 7. April 2016 bis 1. Mai 2016
- 2016: Jens Kabisch: I have seen the future, 12. Mai 2016 bis 19. Juni 2016
- 2016: Carmen Dobre-Hametner: Consuming History, 30. Juni 2016 bis 24. Juli 2016
- 2016: Anna Witt & Mykola Ridnyi: Hang zum Konflikt, 8. September 2016 bis 9. Oktober 2016
- 2016: Arturo Hernández Alcázar: Falling Remains, 27. Oktober 2016 bis 27. November 2016
- 2016: Gruppenausstellung: SCHWARZ-WEIß-GRAU, 10. Dezember 2016 bis 18. Dezember 2016
- 2017: Gruppenausstellung: Flow of Forms, 3. Februar 2017 bis 12. März 2017, Ausstellungsorte: Museum Fünf Kontinente, Galerie Karin Wimmer, Architekturmuseum der TU München
- 2017: Film- und Vortragsreihe: Prospective Perspectives, März/April/Mai 2017
- 2017: Gruppenausstellung: Wiederverzauberung / Re-Enchantment, 25. Mai 2017 bis 25. Juni 2017
- 2017: Charles Simonds: Habt ihr die Little People gesehen? Sagt ihnen, ihre Häuser sind fertig., 6. Juni 2017 bis 30. Juni 2017
- 2017: Timm Ulrichs: Vorsicht, Glas!, 9. September 2017 bis 15. Oktober 2017
- 2017: Matthias Wollgast: Stock and Store, 26. Oktober 2017 bis 3. Dezember 2017
- 2017: Gruppenausstellung: Jahresgaben, 9. Dezember 2017 bis 22. Dezember 2017
- 2018: Gruppenausstellung: Blooming Signals, 8. Februar 2018 bis 11. März 2018
- 2018: Hlynur Hallsson: ALLTSAMAN – DAS GANZE – ALL OF IT, 29. März 2018 bis 6. Mai 2018